# 木下一元
木下 一元（きのした かずもと）は、安土桃山時代の武将、大名。諱は利久（としひさ）ともする。半右衛門尉。美作守。

## 略歴
出自は不詳だが、豊臣秀吉（羽柴秀吉）の正室・高台院の兄である木下家定の同族と思われる木下氏であると桑田忠親は書いている。
柴田勝家の養子柴田勝豊に仕えていたが、天正11年（1583年）の賤ヶ岳の戦いでは、勝豊が羽柴方に寝返ったので勝豊家臣として羽柴方で出陣した。4月に勝豊が病死した後は、羽柴秀吉の家人となった。
翌12年（1584年）の小牧の役に参陣し、700名を率いて秀吉軍の東の備えの中陣に配置され、武功を挙げた。
天正14年（1586年）頃、従五位下美作守に叙任される。
文禄の頃、朝鮮出兵時は豊臣秀次に属して在京警固にあたった。文禄3年（1594年）の伏見城普請に加わった。この頃、所領は2万石であった。
慶長3年（1600年）の関ヶ原の戦いの際は西軍に属して大坂城留守居・守備隊として周辺を警備した。この為、戦後に改易された。